# Stac Lee
Vous lisez un « bon article » labellisé en 2007.
Cet article possède un paronyme, voir Stan Lee.
Stac Lee, en écossais Stac Liath, en français « Stack gris » ou « Stack bleu », autrefois Stack-Ly, est une île écossaise de l'archipel de Saint-Kilda baignée par l'océan Atlantique. L'île est un stack, un rocher escarpé cerné par des falaises, culminant à 171,9 mètres d'altitude. Le rocher doit son nom au guano qui le recouvre en grande partie et provenant des milliers d'oiseaux marins qui y nidifient et qui forment avec Stac an Armin et Boreray la plus grande colonie de fous de Bassan du monde,. Après Stac an Armin, Stac Lee est le plus haut stack marin du Royaume-Uni.

## Géographie

### Localisation
Stac Lee est une île européenne baignée par l'océan Atlantique Nord. Géographiquement, elle est située à l'ouest de l'Écosse et fait partie de l'archipel de Saint-Kilda, lui-même rattaché aux Hébrides extérieures, un des nombreux archipels des îles Britanniques. Administrativement, l'île fait partie des Hébrides extérieures, un des council area qui constituent l'Écosse et fait donc partie du Royaume-Uni.
Le rocher est situé dans le nord-est de l'archipel de Saint-Kilda, à environ 7,5 kilomètres au nord-est de Hirta, l'île principale de Saint-Kilda, et à 550 mètres à l'ouest du cap Ouest de l'île de Boreray.

### Topographie

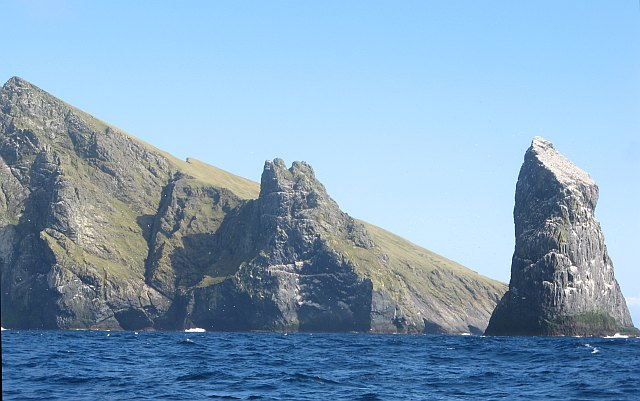
Vue de Stac Lee (à droite) et de Boreray (à gauche) depuis l'ouest en 2009 avec le sommet biseauté de Stac Lee.

Stac Lee est un stack, c'est-à-dire un rocher escarpé détaché du littoral par l'érosion, culminant à 171,9 mètres d'altitude soit 564 pieds,, altitude souvent arrondie à 172 mètres,,, bien que d'autres sources mentionnent une altitude de 165 mètres soit 544 pieds,, et à 220 mètres au-dessus du fond marin. C'est également un marilyn car la différence d'altitude entre la base du rocher et son sommet est supérieure à 150 mètres.
Vu du sud, le rocher se présente sous la forme d'une imposante falaise aussi large que haute avec un sommet en pointe tandis que vu de l'ouest, sa faible épaisseur lui donne l'aspect d'une mince aiguille dont le sommet est biseauté selon un angle de 45°. La vue réputée la plus impressionnante serait celle obtenue depuis le sud-est d'où Stac Lee prendrait la forme d'un « croc géant ».

### Climat
Le climat de l'archipel, donc celui de Stac Lee, est typiquement océanique mais les côtes majoritairement constituées de falaises sont propices à la formation de brouillard et de nuages plus fréquents par rapport à la haute mer. La majorité des perturbations atmosphériques venant du sud-ouest, Stac Lee, non protégé de la haute mer par d'autres îles dans cette direction, est battu par les vagues et les vents qui soufflent la plupart du temps à force 3 au moins. Vagues et vents combinés sont propices à la formation et au transport des embruns qui détruisent la végétation sur les falaises et les côtes basses dont celles de Stac Lee.
Saint-Kilda est la première terre écossaise à recevoir les eaux de la dérive nord atlantique qui radoucissent les températures au regard du reste de l'Écosse et de la latitude de l'archipel. Le minima des moyennes des températures est atteint en janvier avec 5,6 °C tandis que le maxima est de 11,8 °C en juillet. Les précipitations sont quant à elles plus importantes que dans le reste de l'Écosse et atteignent 1 400 millimètres par an avec un maximum mensuel en décembre et janvier et un minimum en avril et juin.

### Géologie
Stac Lee est un des restes composés de gabbros cristallins qui formaient avec d'autres structures un ancien volcan érodé vieux de 55 millions d'années. La caldeira de ce volcan constitue la baie séparant Hirta de Boreray tandis que les différentes îles et stacks de l'archipel forment les rebords de cette dépression et d'autres cratères.
Malgré des avis contradictoires, il semblerait que les différentes calottes glaciaires présentes sur les îles Britanniques auraient recouvert Saint-Kilda et aurait permis par érosion la formation des nombreux stacks de l'archipel, dont Stac Lee.

### Faune et flore

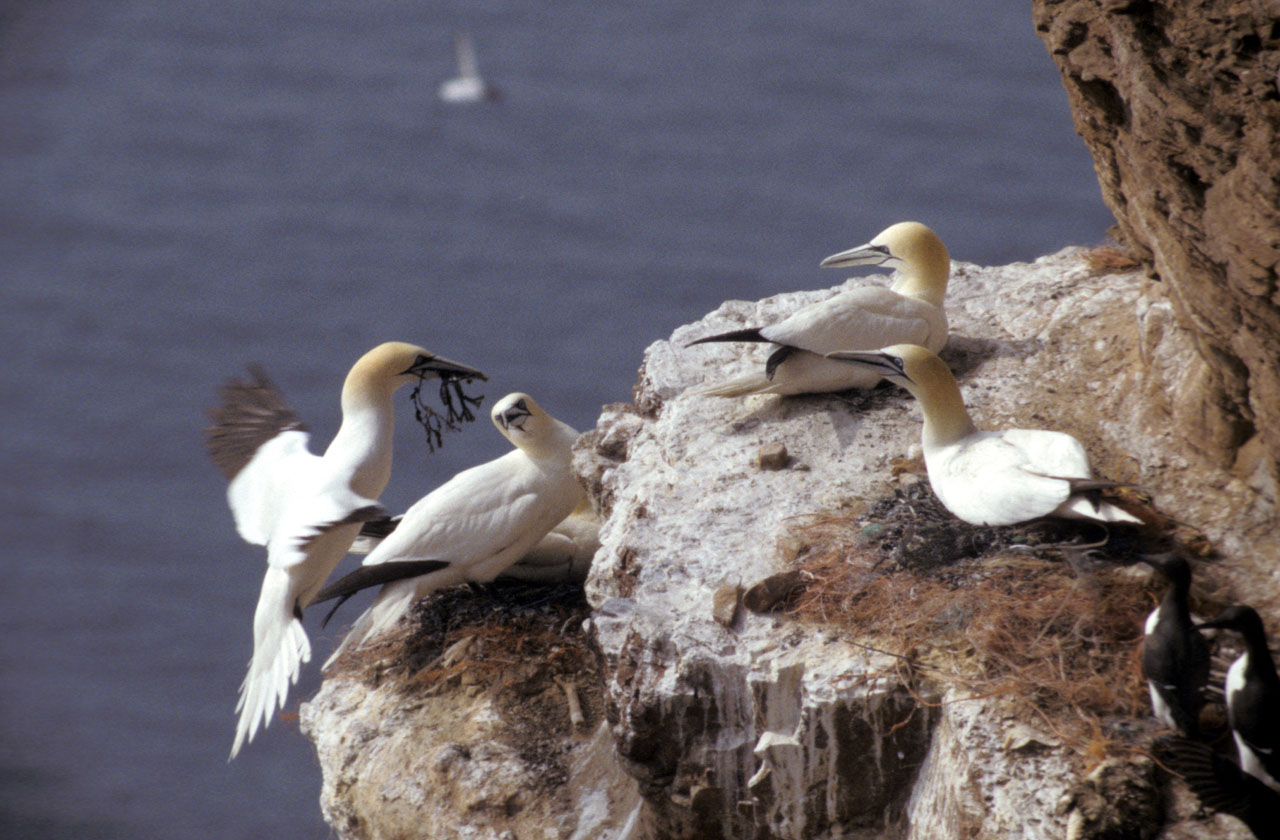
Fous de Bassan nidifiant sur une falaise d'Heligoland (Allemagne, mer du Nord). Les excréments et le guano (dépôts blancs) sont bien visibles et l'oiseau se posant tiens des fucus vésiculeux dans son bec. Des guillemots sont présents dans l'angle inférieur droit de la photo. Mai 2002.

Un million d'oiseaux de mer sont présents à Saint-Kilda et forment la majorité de la faune de l'archipel,, dont la plus grande colonie de fous de Bassan du monde avec 60 428 couples, la plus grande colonie de fulmars des îles Britanniques avec 66 942 couples,, la plus grande colonie de macareux moines des îles Britanniques soit plus du quart de la population du Royaume-Uni avec 13 500 terriers soit 40 000 macareux, des guillemots, des mouettes,, des petits pingouins et 228 espèces migratrices.
À lui seul, Stac Lee abrite des dizaines de milliers de fous de Bassan, les chiffres variant d'une source à l'autre : 17 042, 40 000 ou encore 60 000 individus. La présence de ces oiseaux, l'accumulation de leurs excréments et l'apport fréquent d'embruns salés font que Stac Lee est exempt de toute végétation.
Malgré des zones intertidales peu marquées et une mer agitée, la clarté des eaux et la forte concentration de plancton dans l'archipel permet la survie des espèces marines végétales et animales jusqu'à 45 mètres de profondeur contre 25 mètres en général sur la côte occidentale écossaise et dix à douze mètres en général sur la côte orientale écossaise. Cette vie maritime est représentée par des algues tels des varechs comme Mastocarpus stellatus, des fucus comme Fucus spiralis et Fucus distichus ou de kelp qui forment de véritable forêts sous-marines propices au refuge d'animaux comme des limaces de mer, des étoiles de mer, du corail mou, des bryozoaires, des hydres, etc. Les rochers sont également couverts d'anémones de mer et d'éponges et sont le lieu de vie de nombreux coquillages tels des patelles, des Cirripedia, des moules ou encore des chitons, des mollusques comme des escargots de mer, des crustacés comme des crabes. Au bout de la chaîne alimentaire se trouvent des mammifères tels des phoques, des cétacés comme des baleines de Minke et des poissons tels des requins pèlerins.

## Histoire

### Exploitation des ressources ornithologiques

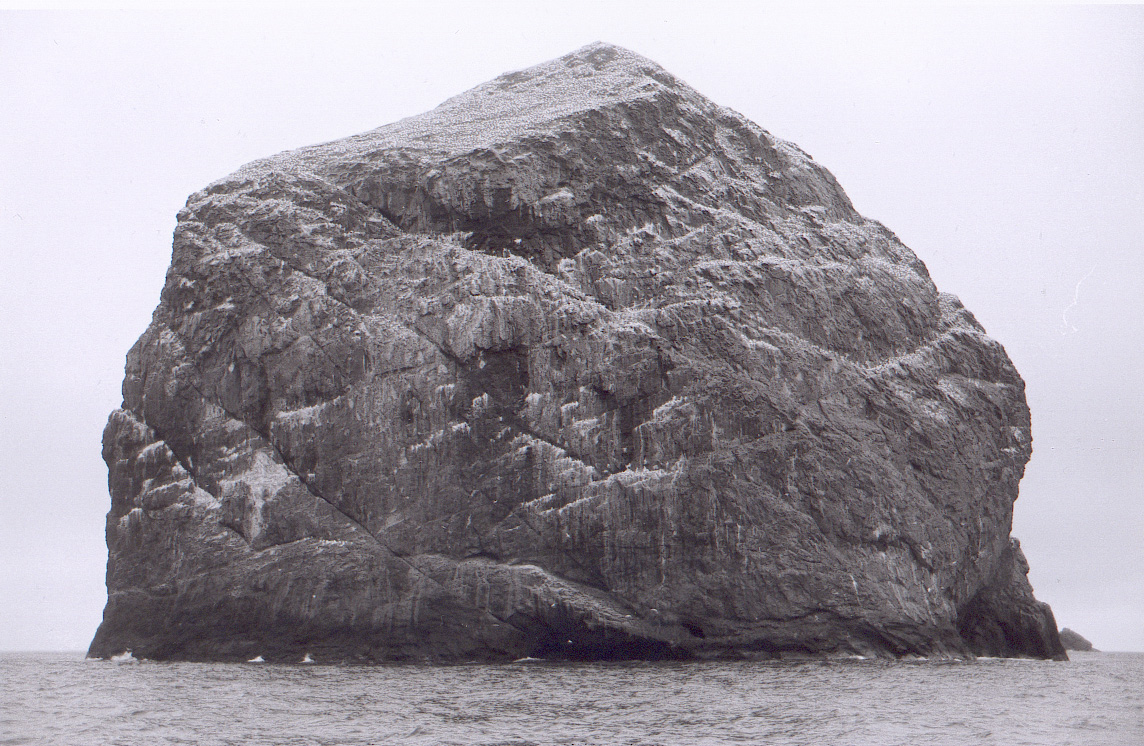
Stac Lee vue depuis le sud montrant les oiseaux ainsi que les dépôts d'excréments et de guano, 30 mars 2006.

Les premiers habitants de Saint-Kilda sont arrivés au cours de la Préhistoire, aux alentours de 3 000 à 2 000 ans av. J.-C.. Il semble qu'ils aient très tôt su tirer parti des ressources qu'offraient la présence de milliers d'oiseaux de mer nichant dans les falaises dont celles de Stac Lee comme en témoigne l'écrivain écossais Martin Martin qui visite Saint-Kilda en 1697,,. Il rapporte que les 180 habitants de l'archipel capturent soit à la main, soit avec des pièges ou des filets des oiseaux pour la nourriture et collectent leurs œufs, des plumes et du guano sur les falaises des différentes îles et notamment celles de Boreray, Stac Lee et Stac an Armin,,. Pour ce faire, ils ont l'habitude de descendre le long des falaises à la recherche de nids mais sur Stac Lee, ils sont obligés d'y accéder par bateau et d'escalader les parois rocheuses ce qui les contraint à n'y envoyer que les personnes les plus expérimentées et les plus aguerries,.
Martin mentionne aussi un abri en pierre construit sur les falaises de Stac Lee, à 120 mètres d'altitude et utilisé pour le logement de deux personnes lors de l'extraction du guano qui se déroulait durant les mois d'août et de septembre sur le rocher,. Ces activités sur les falaises entraînent parfois des morts mais les habitants ayant acquis une grande agilité dans cette activité, les accidents sont relativement peu nombreux au regard des risques pris. Jusqu'au XIXe siècle, ces denrées collectées sur les falaises leur permettent de payer en nature leur loyer au propriétaire terrien et de les échanger avec des denrées venant du reste de l'Écosse. Lors des dernières années d'habitation permanente dans l'archipel dans les années 1900, 1910 et 1920, les œufs et autres objets ornithologiques sont vendus en tant que souvenirs aux touristes qui viennent à Saint-Kilda.

### Tourisme et protection environnementale

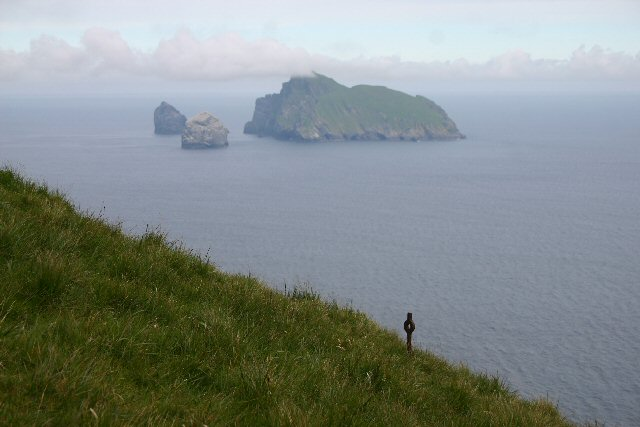
De gauche à droite : Stac an Armin, Stac Lee et Boreray vus depuis Hirta, 22 août 2006.

Les étrangers qui viennent à Saint-Kilda font en général une excursion en bateau à Boreray, Stac an Armin et Stac Lee pour y observer les très nombreux oiseaux. C'est le cas de Martin Martin qui approche le rocher par bateau en compagnie d'îliens ainsi que celui de George Washington Wilson, un célèbre photographe écossais qui visite Saint-Kilda dans les années 1880 et photographie entre autres Stac Lee.
En 1931, profitant du départ récent des derniers habitants de l'archipel dont les conditions de vie deviennent de plus en plus dures, le comte de Dumfries, qui a acquis l'archipel l'année précédente, décide de le transformer en sanctuaire pour la faune et la flore sauvage et de le léguer au National Trust for Scotland qui en obtient la gestion en 1957. Stac Lee, qui fait partie de l'archipel, subit le même sort. Ce classement en tant que réserve naturelle sera complété en 1986 avec l'inscription de l'archipel au patrimoine mondial de l'Unesco pour sa faune, notamment ornithologique, ses paysages et son passé.
Les différentes falaises de l'archipel ont fait l'objet de nombreuses ascensions, réussies ou non. Stac Lee a fait l'objet d'au moins deux escalades : une tentative infructueuse en 1898 par Norman Heathcote, un naturaliste, et sa sœur et la première réussie en 1969 qui est le fait d'un groupe de personnes,. Mais la difficulté d'accès aux falaises, la dangerosité des ascensions, l'absence de secours dans l'archipel et les perturbations provoquées par les grimpeurs sur les nichées des oiseaux ont contraint le National Trust for Scotland et le Scottish Natural Heritage à interdire l'escalade des falaises y compris celles de Stac Lee sauf autorisation de leur part.
Stac Lee est aussi réputé pour ses sites de plongée sous-marine caractérisés par une eau très claire et par des paysages composés de falaises et de grottes noyées. Ces sites de plongée sont néanmoins très techniques et nécessitent d'apporter son propre équipement du fait de l'absence de lieu de location de matériel dans l'archipel.